# Çiprian Nika
Çiprian Nika OFM właśc. Dede Nika (ur. 5 stycznia 1888 w Shosh k. Szkodry, zm. 11 marca 1948 w Szkodrze) – albański franciszkanin, więzień sumienia, błogosławiony Kościoła katolickiego.

## Życiorys
Syn Mehilla i Prendy z d. Mirashi. W wieku pięciu lat został osierocony przez rodziców. Szkołę średnią ukończył w Szkodrze, po czym wyjechał na studia teologiczne do Austrii. W październiku 1916 wstąpił do zakonu franciszkanów, przyjmując imię Çiprian. W październiku 1917 złożył śluby czasowe, a 16 września 1921 śluby wieczyste. 25 lipca 1924 w Rzymie został wyświęcony na księdza. W latach 1938–1941 pełnił funkcję prowincjała franciszkanów w Albanii. Od 1943 pełnił funkcję opata w klasztorze Gjuhadol w Szkodrze.
17 listopada 1946 został aresztowany przez Sigurimi razem z ks. Palem Dodajem i poddany torturom. Był oskarżony o ukrywanie broni palnej w kierowanym przez siebie klasztorze franciszkańskim w Szkodrze. Skazany na karę śmierci 28 grudnia 1947 przez Sąd Okręgowy w Szkodrze (przew. Misto Bllaci). Jego ostatnie słowa na sali sądowej brzmiały: Niech żyje Chrystus Król. Albania nie umiera razem z nami. Został rozstrzelany 4 marca 1946 wraz z grupą szesnastu więźniów, pod murem cmentarza katolickiego Rrmajt w Szkodrze.
Nika znalazł się w gronie 38 albańskich duchownych, którzy 5 listopada 2016 w Szkodrze zostali ogłoszeni błogosławionymi. Beatyfikacja duchownych, którzy zginęli "in odium fidei" została zaaprobowana przez papieża Franciszka 26 kwietnia 2016.